# L’Huillier István
L’Huillier István (Csehi, 1865. január 25. – Kassa, 1931. február 4.) kertész.

## Élete
A rákospalota-istvántelki kertészeti iskolában tanult, majd a legnevesebb budapesti műkertészeknél segédként dolgozott: Dengler Antal, Szelnár József majd Seyderhelm Ernő nagy hírű budapesti virágkereskedő és dísznövénykertészetekbe szerződött. Később Nádasdladány „messze földön híres főúri kertészetében találjuk, ahol három évet töltött s ahol nagy ambícióval foglalkozott dendrologiával és gyümölcsészettel.”
Katonaéveit Bécsben töltötte, s itt engedélyt kapott, hogy huzamosabb időt a schönbrunni kertészetben töltsön, tapasztalatot szerezzen.
Hazatérve az istvántelki kertészeti szakiskolában alkertészként dolgozott, majd a Margit-sziget gondozását ellátó kertészetbe került. 1891-ben állami főkertésszé minősítették, s ekkor kezdte meg működését a tordai Magyar királyi állami faiskola és magtermelő telepen. 1893-ban Fuchs Emil mellett ő nyújtotta be terveit a Kiskunfélegyházán létesítendő Petőfi-kert parkosítására.
1896-ban ifjabb Pecz Ármin és Ilsemann Keresztély mellett a millenniumi kertészeti kiállítás egyik főrendezője és a zsűri tagja volt. 1896 őszétől előbb a debreceni, majd a kassai gazdasági tanintézetnél a kertészet előadója. 1902-ben a kassai javítóintézet gyakorlókertjének és parkjának kialakítását az ő tervei szerint végezték el. 1905-től a Magyaróvári Gazdasági Akadémia tanára. 1906-ban Rázsó Imre javaslatával a Természettudományi Társulat tagjai közé lépett. Részt vett 1907-ben a győri állatvásártér rendezési pályázatának bíráló bizottságában. 1910-ben Magyaróváron kísérletet folytatott a báró Fechtig-féle "Pulvazuró" nevezetű, peronoszpóra elleni szőlőporozószerrel, melynek tapasztalatairól a Mezőgazdák Szövetkezete által kiadott füzetben számolt be (1911).
1913-ban visszatért a közben akadémiai szintre emelt kassai tanintézethez, s az itteni kert és szőlőtelep főkertésze és a kertészeti tárgyak előadója volt. Innen ment nyugdíjba 1919-ben, és Kassán kereskedelmi kertészetet létesített.
1915. július 26-án megkapta a Vörös Kereszt II. oszt. tiszteletjelvényét.
Burgonyatermesztésben nagy sikereket ért el, gazdászok tanulmányozták módszereit a magyaróvári akadémián, és a szaklapokban is sűrűn írt az egészséges vetőmagburgonya kezeléséről, a burgonyabetegségekről. Szakértelmét igénybe vették, 1912. február 12-én előadást tartott a Burgonyatermesztő gazdák országrészi értekezletén, melyet a burgonyalevél-sodrosodás elleni védekezési módok megvitatása céljából az OMGE hívott össze Pozsonyban. 1908-ban a baromfitenyésztés kérdéseivel is foglalkozott, előadásokat tartott és kiállításokon is felkérték a zsűri tagjának.
Az Országos Magyar Kertészeti Egyesület alapító tagja (1904), 1910-től választmányi tag. 1902-től a kassai Felső-magyarországi Kertészek Egyesületének alelnöke és igazgatója. Az 1928-ban létrejött Okleveles Kertészek Országos Egyesületének tagja.
Kertészeti szakelőadásokat is tartott többek között az OMGE szervezésében, „intelligens gazdák részére”.
„Ő volt a legelső kertész, aki a gazdasági akadémiáknál katedráról hirdette a kertészet ismereteit.”
Több mint félszáz tanulmányt, cikket és közleményt írt a kertészeti tárgyú lapokba. A Mezőgazda, a Kertészeti Lapok, A Kert, a Gyümölcskertész munkatársa, állandó vagy alkalmi cikkírója volt, a Köztelek lapnak 1917-től kertészeti rovatvezetője is. (Néhol használt írói álneve: L’ és L’H. I)

## Művei
- Konyhakerti magvak termelése (Erdélyi Gazdasági Egylet, Kolozsvár, 1894.; 3. kiadás 1899; 4. kiadás, 1901; 5. kiadás: Budapest, 1905)
- A káposztafélék termesztése (Erdélyi Gazdasági Egylet, Kolozsvár, 1904)
- A konyhakert (Budapest, 1910)
- Buday Barna (szerk.) Mezőgazdasági útmutató. I. kötet. Növénytermelési kérdések. (Társszerző). /Köztelek olcsó könyvtára/. Budapest, 1918.